# Los Cuervos Rugby
Los Cuervos Rugby – urugwajski klub rugby union z siedzibą w Montevideo, mistrz kraju z 1960 roku.

## Historia
Założenie klubu datuje się na 3 kwietnia 1959 roku, kiedy to grupa przyjaciół dotychczas grająca w różnych drużynach postanowiła sformować własny skład. Wymogiem stawianym przez Unión de Rugby del Uruguay przystąpienia do Campeonato Uruguayo de Rugby było znalezienie sponsora i boiska do rozgrywania spotkań. Z inicjatywy Eduardo Crispo Ayala – byłego rugbysty i ówczesnego prezesa Club de Golf del Uruguay – nowo utworzona drużyna została reprezentantem tegoż klubu. Z uwagi na krótki czas pozostały do rozpoczęcia rozgrywek i idącą za tym niemożność zakupu strojów w Buenos Aires, zawodnicy zafarbowali koszulki, w których grali w innych klubach, na czarno i przyjęli nazwę Los Cuervos (Kruki). W pierwszym sezonie gry zespół liczył trzydziestu zawodników, a już w kolejnym sezonie zdobył jedyny dotychczas tytuł mistrza Urugwaju. W 1968 roku powstała w klubie trzecia, po Old Christians Club i Old Boys, drużyna juniorska w kraju. W 2009 roku członkami klubu było 160 zawodników, w tym reprezentanci kraju, oraz dwudziestu trenerów.

### Sukcesy
Mistrzostwo Urugwaju (1): 1960.

### Kapitanowie
Źródło.
- 1959–1962 Alberto Brause
- 1963–1964 Jorge Pol
- 1965–1969 Alberto Benquet
- 1970–1973 Juan Carlos Sartori
- 1974–1975 Jorge Gonzalez
- 1976–1979 Alberto Cibils
- 1980–1983 Marcelo Pereira
- 1984–1985 Diego Cibils
- 1986–1987 José Brancato
- 1988–1989 Diego Cibils
- 1990 Alejandro Eirea
- 1991–1994 Pablo Viglietti
- 1995–2000 Mauricio Mosca
- 2001–2004 Agustín Vázquez
- 2005–2006 Diego Bertacchi
- 2006–2009 Augusto Cibils
- od 2009 Adrian Lewis